# شهرستان تاتیشچفسکی
شهرستان تاتیشچفسکی (به لاتین: Tatishchevsky District) یک شهرستان در روسیه است که در استان ساراتوف واقع شده‌است.